# Miergroefkopje
Het miergroefkopje (Thyreosthenius biovatus) is een spinnensoort in de taxonomische indeling van de hangmatspinnen (Linyphiidae).
Het dier komt uit het geslacht Thyreosthenius. Thyreosthenius biovatus werd in 1875 beschreven door Octavius Pickard-Cambridge.